# All the Greatest Hits (The DVD)
All the Greatest Hits (The DVD) es un DVD de la banda británica McFly, filmado el 27 de septiembre de 2007 durante un concierto del Greatest Hits Tour 2007 en el Wolverhampton Civic Hall. Fue publicado el 3 de diciembre de 2007 e incluye también un documental de 10 minutos con el making of de dicho concierto y todos los videoclips de la banda hasta «The Heart Never Lies», excepto el de «Baby's Coming Back», que no está incluido por razones desconocidas.

## Lista de canciones
| The Greatest Hits Live Show |                         |                                                                                                 |          |  |
| N.º                         | Título                  | Escritor(es)                                                                                    | Duración |  |
| 1.                          | «That Girl»             | Tom Fletcher, James Bourne                                                                      | 3:35     |  |
| 2.                          | «Friday Night»          | Tom Fletcher, Danny Jones, Dougie Poynter, Jason Perry, Juliam Emery, Daniel Carter             | 4:05     |  |
| 3.                          | «Obviously»             | Tom Fletcher, Danny Jones, James Bourne                                                         | 3:34     |  |
| 4.                          | «Star Girl»             | Tom Fletcher, Danny Jones, Dougie Poynter, Harry Judd, Jason Perry, Juliam Emery, Daniel Carter | 4:09     |  |
| 5.                          | «Broccoli»              | Tom Fletcher, James Bourne                                                                      | 3:31     |  |
| 6.                          | «I Wanna Hold You»      | Tom Fletcher, Danny Jones, Dougie Poynter                                                       | 3:14     |  |
| 7.                          | «I'll Be OK»            | Tom Fletcher, Danny Jones, Dougie Poynter                                                       | 5:02     |  |
| 8.                          | «Transylvania»          | Dougie Poynter, Tom Fletcher                                                                    | 4:44     |  |
| 9.                          | «The Heart Never Lies»  | Tom Fletcher                                                                                    | 3:40     |  |
| 10.                         | «Umbrella»              | T. Harell, S. Carter, C.Steart, T. Nash                                                         | 4:52     |  |
| 11.                         | «All About You»         | Tom Fletcher                                                                                    | 3:35     |  |
| 12.                         | «Please Please»         | Tom Fletcher, Danny Jones, Dougie Poynter, Harry Judd, Jason Perry                              | 5:32     |  |
| 13.                         | «Room on the 3rd Floor» | Tom Fletcher, Danny Jones                                                                       | 5:27     |  |
| 14.                         | «Don't Stop Me Now»     | Freddie Mercury                                                                                 | 4:20     |  |
| 15.                         | «5 Colours In Her Hair» | Tom Fletcher, Danny Jones, James Bourne, B. Sargeant                                            | 5:34     |  |

| The Videos |                           |          |  |
| N.º        | Título                    | Duración |  |
| 1.         | «5 Colours In Her Hair»   | 2:58     |  |
| 2.         | «Obviously»               | 3:11     |  |
| 3.         | «That Girl»               | 3:30     |  |
| 4.         | «Room on the 3rd Floor»   | 3:18     |  |
| 5.         | «All About You»           | 4:30     |  |
| 6.         | «You've Got A Friend»     | 5:24     |  |
| 7.         | «I'll Be OK»              | 3:24     |  |
| 8.         | «Pinball Wizard»          | 2:59     |  |
| 9.         | «I Wanna Hold You»        | 2:57     |  |
| 10.        | «Ultraviolet»             | 3:56     |  |
| 11.        | «The Ballad of Paul K»    | 3.20     |  |
| 12.        | «Please Please»           | 3:22     |  |
| 13.        | «Don't Stop Me Now»       | 3:42     |  |
| 14.        | «Star Girl»               | 3:51     |  |
| 15.        | «Friday Night»            | 3:24     |  |
| 16.        | «Sorry's Not Good Enough» | 3:48     |  |
| 17.        | «Transylvania»            | 4:08     |  |
| 18.        | «The Heart Never Lies»    | 3:28     |  |

Material extra
- «I Wanna Hold You» (live from Manchester Arena)
- «Memory Lane» (live from Manchester Arena)
- The Kids are Alright, Behind the scenes (documental) - 10:00

## Fechas de la gira
| Fecha            | Ciudad        | País              | Lugar                       |
| ---------------- | ------------- | ----------------- | --------------------------- |
| Primera manga    |               |                   |                             |
| 27 de septiembre | Wolverhampton | Inglaterra        | Wolverhampton Civic Hall    |
| 29 de septiembre | Brighton      | Inglaterra        | Brighton Centre             |
| 30 de septiembre | Southampton   | Inglaterra        | Southampton Guildhall       |
| 2 de octubre     | Leicester     | Inglaterra        | Leicester De Montfort Hall  |
| 3 de octubre     | Croydon       | Inglaterra        | Croydon Fairfield Hall      |
| 7 de octubre     | Plymouth      | Inglaterra        | Plymouth Pavilions          |
| 8 de octubre     | Torquay       | Inglaterra        | Torquay Riviera Ctr         |
| 11 de octubre    | Port Talbot   | Gales             | Port Talbot Afan Lido       |
| 12 de octubre    | Telford       | Inglaterra        | Telford Intl Ctr            |
| 15 de octubre    | Ipswich       | Inglaterra        | Ipswich Regent              |
| 16 de octubre    | Eastbourne    | Inglaterra        | Eastbourne Congress Theater |
| 18 de octubre    | Londres       | Inglaterra        | London Astoria              |
| 21 de octubre    | Nottingham    | Inglaterra        | Nottingham Royal Ctr        |
| 22 de octubre    | Halifax       | Inglaterra        | Halifax Victoria Theatre    |
| 25 de octubre    | Essex         | Inglaterra        | Essex Brentwood Centre      |
| 26 de octubre    | Southend      | Inglaterra        | Southend Cliffs             |
| Segunda manga    |               |                   |                             |
| 21 de noviembre  | Belfast       | Irlanda del Norte | Belfast Odyssey             |
| 23 de noviembre  | Manchester    | Inglaterra        | MEN Arena                   |
| 24 de noviembre  | Newcastle     | Inglaterra        | Newcastle Arena             |
| 26 de noviembre  | Glasgow       | Escocia           | Glasgow SECC                |
| 27 de noviembre  | Aberdeen      | Escocia           | Aberdeen E&CC               |
| 28 de noviembre  | Hull          | Inglaterra        | Nov Hull Arena              |
| 30 de noviembre  | Birmingham    | Inglaterra        | Birmingham NEC              |
| 1 de diciembre   | Sheffield     | Inglaterra        | Sheffield Arena             |
| 2 de diciembre   | Cardiff       | Gales             | Cardiff Arena               |
| 5 de diciembre   | Bournemouth   | Inglaterra        | Bournemouth Intl Centre     |
| 6 de diciembre   | Londres       | Inglaterra        | Wembley Arena               |

## Posicionamiento en las listas de ventas
| Lista de ventas       | Posición más alta | Certificación |
| --------------------- | ----------------- | ------------- |
| Official UK DVD Chart | 1                 | -             |
| Brazil DVD Chart      | 1                 | -             |